# Heterotalismo
Heterotalismo é a propriedade do micélio dos fungos e dos protalos de plantas onde não existe diferenciação sexual no aspecto morfológico, contudo apresentam diferenças sexuais fisiológicas dizendo-se existirem linhagens positivas e negativas. Estes fungos são designados heterotálicos (heteros = dissemelhante). Nestes fungos a reprodução sexual só pode ocorrer entre talos com linhagens positivas e negativas.
A reprodução sexual é isogâmica: envolve a conjugação de dois gâmetas similares. Durante a conjugação as duas hifas contendo linhas positivas e negativas ligam-se (heterotalismo). As hifas conjugadas produzem um progametângio em forma de taco que liberta a sua extremidade (chamada gametângio). Os gametângios fundem-se, a parede mediana dissolve-se e os núcleos fundem-se em pares, formando um zigoto. Este desenvolve uma parede grossa e resistente formando o zigósporo. Cada zigósporo, ao germinar, produz um promicélio que desenvolve um esporângio na sua extremidade. Quando o esporângio rompe, os esporos libertam-se e germinam produzindo novos micélios.